# Palazzo Gio Vincenzo Imperiale
Le Palazzo Gio Vincenzo Imperiale est un édifice historique situé piazza Campetto, proche du marché de Soziglia dans le centre historique de Gênes.
L'édifice est inscrit, au cinq rolli connus, dans les années 1576 (bussolo I), 1588 (bussolo III), 1599 (bussolo I), 1614 (bussolo I) et 1664 (bussolo II).

## Historique
Commandité par Gio Vincenzo Famille Imperiale, le palais est construit vers 1560. Le projet est attribué à l'architecte Giovanni Battista Castello dit le Bergamasco ; les parties réalisées directement par ce dernier peuvent être datées avec certitude avant 1567, année de son départ pour l'Espagne.
L'édifice subit un agrandissement vers le marché de Soziglia, selon les souhaits de  Gio Giacomo Imperiale, fils de Vincenzo, alors, élu deux ans en 1617-1619, doge de la république de Gênes. Gio Giacomo fit, en outre, construire dans l'axe de son portail une voie dite  via Imperiale, aujourd'hui via di Scurreria, pour relier directement son palais avec le Duomo. Les travaux entamés par Gio Giacomo furent terminés en 1680.
Ignoré par Rubens, le palais est endommagé par les bombardements de la marine française en 1684. Au XIXe siècle, le palais est transformé en appartements. La famille Imperiale et ses héritiers en sont les propriétaires jusqu'en 1907. En 2001, le palais est requalifié. Une entreprise commerciale occupe entièrement le rez-de-chaussée, et son accès s'effectue, dès lors pour les copropriétaires, par une entrée secondaire.
Les restaurations dirigées par Simone Paoletti entre 2003 et 2004, se sont portées principalement, à l'intérieur, sur les fresques des salles Enea de Luca Cambiaso et Scena della Gerusalemme de Bernardo Castello ainsi qu'à l'extérieur sur le parement de pierre notamment sur la remise en état des parties manquantes du soubassement en pietra di Finale.

## Illustrations

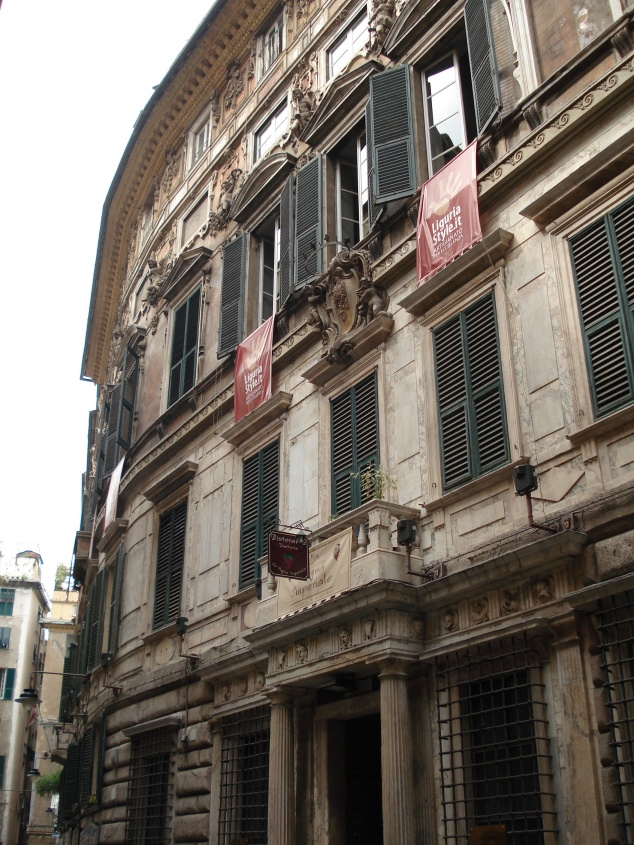
Sa façade curviligne
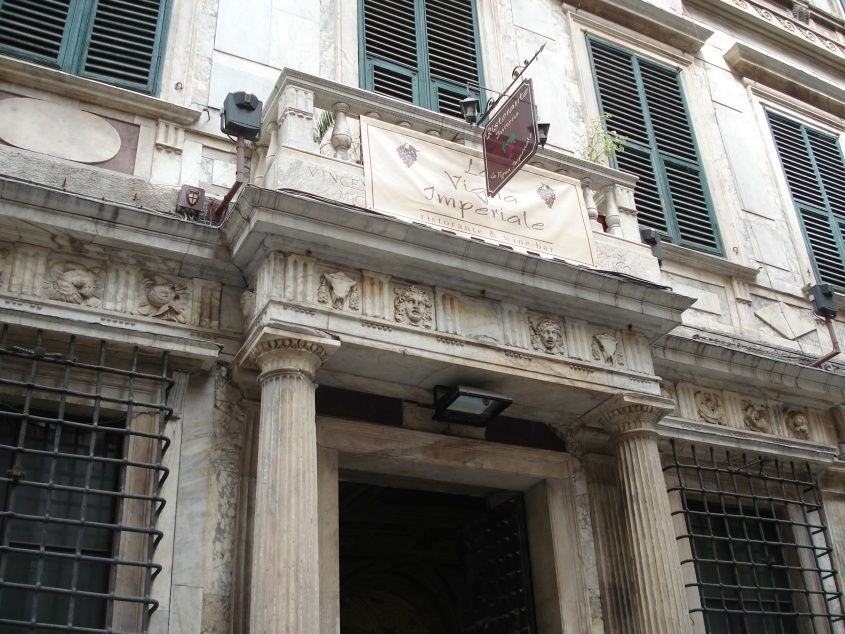
Détails du portail
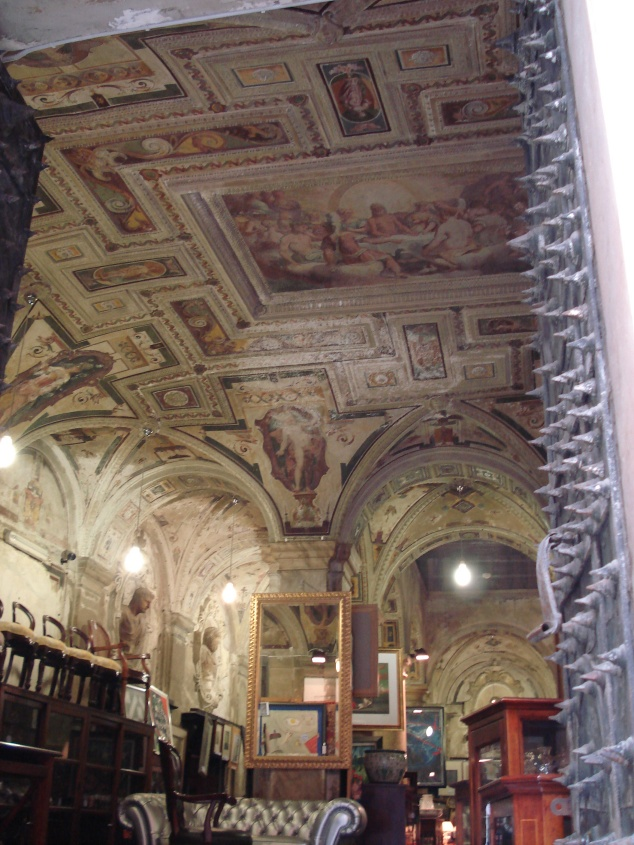
Les fresques de l'intérieur

## Sources
- (it) Direzione Regionale per i Beni Culturali e Paesaggistici della Liguria
- (it) Liste des Rolli et classements